# Asyndetus acuticornis
Asyndetus acuticornis är en tvåvingeart som beskrevs av de Meijere 1913. Asyndetus acuticornis ingår i släktet Asyndetus och familjen styltflugor. Inga underarter finns listade i Catalogue of Life.